# Cindy Blackman

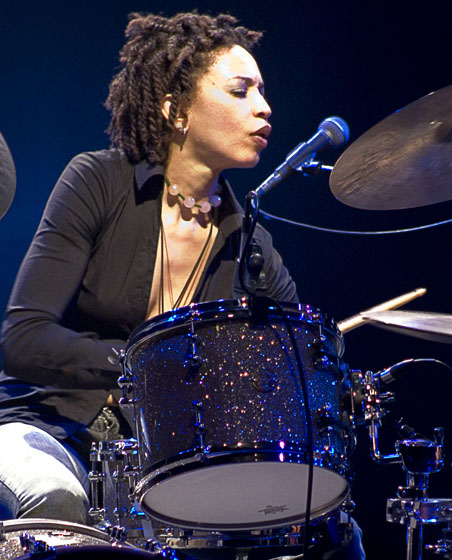
Cindy Blackman in São Paulo (2007)

Cindy Blackman (* 18. November 1959 in Yellow Springs, Ohio) ist eine US-amerikanische Jazz- und Fusion-Schlagzeugerin.

## Leben
Blackman besuchte in ihrer Jugend eine Baptisten-Kirche, wurde jedoch im Alter von 18 Jahren eine Anhängerin der Bahai-Religion und in den 2000er Jahren fing sie ein Kabbala-Studium an.
Blackman begann ihre Karriere als Straßenmusikerin in New York City. Sie studierte drei Semester am Berklee College of Music in Boston und war Schülerin von Alan Dawson. Sie kehrte in den 1980er Jahren nach New York zurück, wo sie eine eigene Band leitet (unter anderem mit Bassistin Kim Clarke). Bekannt wurde sie als Schlagzeugerin des Rocksängers Lenny Kravitz, mit dem sie von 1993 bis 2004 arbeitete.

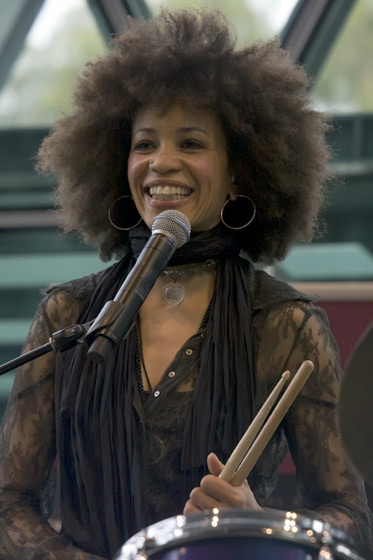
Cindy Blackman in Melbourne (2008)

Daneben trat sie mit Musikern wie Jackie McLean, Joe Henderson, Don Pullen, Hugh Masekela, Pharoah Sanders, Sam Rivers, Cassandra Wilson, Angela Bofill, Bill Laswell und Buckethead auf. Sie veröffentlichte acht Soloalben und nahm 1997 das Lehrvideo Multiplicity auf. Im Frühjahr 2009 tourte Blackman mit Socialibrium durch Europa (unter anderem mit Bernie Worrell und TM Stevens). Mit Vernon Reid, John Medeski und Jack Bruce ging sie 2008 und 2011 auf Tournee, um Stücke von Tony Williams neu zu interpretieren; 2012 folgte mit dieser „Supergroup“ das Album Spectrum Road. Nach 2010 spielte sie regelmäßig auf einigen Tourneen in der Band von Carlos Santana, mit dem sie auch auf dessen Alben wie Blessings and Miracles zu hören ist.

## Privat
Am 9. Juli 2010 gaben Blackman und Carlos Santana während eines Konzerts seiner Universal Tone Tour in Chicago bekannt, demnächst zu heiraten. Die Hochzeit fand am 21. Dezember auf Maui statt. In der Folge war Blackman an einigen Konzerten, etwa beim Montreux Jazz Festival (mit John McLaughlin 2011) und Produktionen, etwa Santanas Album Africa Speaks (2019) und auf Blessings and Miracles (2021) beteiligt.

## Wirkung
2016 listete der Rolling Stone Blackman als eine von nur fünf Frauen unter die 100 größten Schlagzeuger aller Zeiten.

## Diskographie (Auswahl)
- 1992: Code Red mit Steve Coleman, Wallace Roney, Kenny Barron, Lonnie Plaxico
- 1992: Arcane mit Wallace Roney, Joe Henderson, Kenny Garrett, Larry Willis, Buster Williams, Clarence Seay
- 1994: Telepathy mit Antoine Roney, Jacky Terrasson, Clarence Seay
- 1996: The Oracle mit Gary Bartz, Kenny Barron, Ron Carter
- 1998: In the Now mit Ravi Coltrane, Jacky Terrasson, Ron Carter
- 1999: Works on Canvas mit J. D. Allen III, Carlton Holmes, George Mitchell
- 2000: A Lil’ Somethin’ Somethin’ mit Kenny Barron, Gary Bartz, Ron Carter, Kenny Garrett, Lonnie Plaxico, Wallace Roney, Clarence Seay, Jacky Terrasson, Buster Williams, 2000 (Compilation: The Best of the Muse Years)
- 2001: Someday… mit J. D. Allen III, Carlton Holmes, George Mitchell
- 2004: Music for the New Millennium mit J. D. Allen III, Carlton Holmes, George Mitchell
- 2010: Another Lifetime[8]
- 2020: Give the Drummer Some[9]
- 2023: Bernie Worrell / Cindy Blackman Santana / John King: Spherical[10]